# Mohammad Abdel-Hamid Bejdun
Mohammad Abdel-Hamid Bejdun (ur. 5 lutego 1952 w Bejrucie, zm. 17 maja 2022) – libański polityk szyicki i wykładowca akademicki. 

## Życiorys
Ukończył matematykę na Uniwersytecie Libańskim i francuskim Université de Lyon I, gdzie uzyskał doktorat. W latach 80. wszedł w skład władz Amalu. W 1991 został mianowany deputowanym Zgromadzenia Narodowego z okręgu tyryjskiego i wybrany w wyborach parlamentarnych w 1992, 1996 i 2000. Od 1990 do 1992 był ministrem mieszkalnictwa w rządzie Umara Karamiego. W 1992 został mianowany szefem resortu elektryczności i zasobów wodnych w gabinecie Raszida as-Sulha. W latach 2000–2003 kierował natomiast ministerstwem energii i wody w rządzie Rafika al-Haririego. Został usunięty z Amalu w 2004 po ostrym konflikcie z Nabihem Berrim.